# Mołnia 8K78-2
Mołnia 8K72-2 – środkowy, drugi człon radzieckich rakiet nośnych Mołnia 8K78 i jej modyfikacji, Mołnia 8K78/E6. Wystrzelono 24 sztuki tego członu.